# Saumakos
Saumakos est un chef scythe qui tua le roi du Bosphore Pairisadès V, qu'il servait probablement comme militaire. À la suite de sa révolte, il prit la tête du royaume du Bosphore. Diophantos, général de Mithridate VI, présent à Chersonèse, le chassa par la force en 107-106 av. J.-C. Capturé, il est envoyé à la cour de Mithridate VI comme prisonnier.
Saumakos est principalement connu par un décret de la cité de Chersonèse en l'honneur de Diophantos.